# Richard Tauber

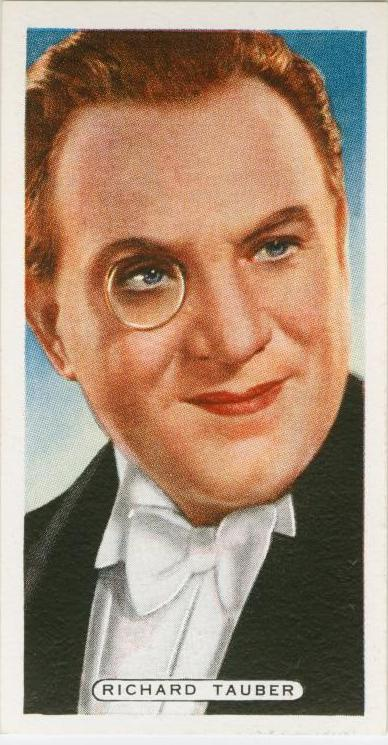
Zigarettenbild der englischen Firma Ardath Tobacco, 1935

Richard Tauber, geboren als Richard Denemy (* 16. Mai 1891 in Linz; † 8. Januar 1948 in London), war ein österreichischer Opernsänger (Tenor) und Schauspieler. Von der Presse und der Werbung wurde ihm der Name „König des Belcanto“ verliehen.

## Leben

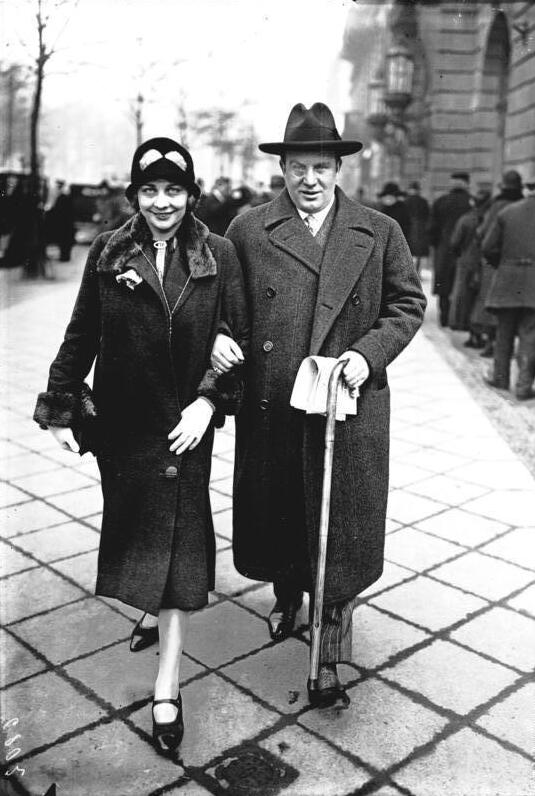
Mit Noch-Ehefrau Carlotta Tauber-Vanconti im November 1928

Grüß mir mein Wien, Aufnahme von 1932. Richard Tauber war bei der damals sehr bekannten Plattenmarke Odeon unter Vertrag

Richard Tauber war das uneheliche Kind der Soubrette Elisabeth Denemy (verwitwet nach Karl Seyfferth) und des konvertierten jüdischen Schauspielers und Chemnitzer Opern-Intendanten Richard Tauber. Das Geburtshaus war das Hotel Zum schwarzen Bären in Linz. Der Eintrag im Taufregister lautete auf Richard Denemy. Der rechtliche Status und der Name wurden 1913 infolge der Adoption durch den Vater geändert. Bedingt durch den Beruf der Mutter wuchs Tauber in Linz bei Pflegeeltern auf und besuchte dort auch die Volksschule. Richard Tauber war von Geburt an römisch-katholisch (in Linz getauft), seine Mutter war römisch-katholisch und sein Vater war als Jugendlicher zum römisch-katholischen Glauben konvertiert. Tauber selbst hat sich als Katholik gesehen und zeitlebens nicht verstanden, dass er von den Nationalsozialisten verfolgt wurde, nur weil seine Großeltern väterlicherseits praktizierende Juden waren.
Mit zwölf Jahren zog Tauber 1903 zu seinem Vater nach Wiesbaden und besuchte dort für die nächsten fünf Jahre das Gymnasium. Anschließend studierte er von 1908 bis 1910 am Hoch’schen Konservatorium in Frankfurt am Main Klavier und Komposition. Später kam noch das Fach Dirigieren dazu. Durch die Empfehlung seiner Dozenten wurde Tauber in der Zeit zwischen 1911 und 1912 in Freiburg im Breisgau Schüler von Carl Beines und ließ sich im Gesang ausbilden. Dort konnte er am 12. Mai 1912 als Solist des Gesangsvereins „Concordia“ öffentlich debütieren.
Fast ein Jahr darauf, am 2. März 1913, sang Tauber zum ersten Mal in einer Oper. Er debütierte am Theater Chemnitz als Tamino in Die Zauberflöte (Mozart). In diesem Jahr adoptierte ihn sein Vater; offiziell hieß er nun „Denemy-Tauber“, nannte sich aber nur „Tauber“. Ende 1913 bekam Tauber an der Oper in Dresden ein Engagement als Königlicher Hofopernsänger; er beendete diesen Vertrag erst 1918.
Während dieser Zeit sang Tauber den „Max“ in Der Freischütz (Carl Maria von Weber), den „Mathias“ in Der Evangelimann (Wilhelm Kienzl), den „Alfredo“ in La traviata (Giuseppe Verdi) und viele mehr. Zwischen 1919 und 1920 wechselte Tauber von der Berliner Staatsoper an die Volksoper Wien und wieder zurück. 1921 trat er zum ersten Mal in einer Operette von Franz Lehár auf; er sang in der Zigeunerliebe in Salzburg. Diese vielen Gastspiele im Ausland führten zum Zerwürfnis in Dresden, so dass Tauber dort kündigte und nach Wien ging.
Zwischen 1922 und 1925 machte sich Tauber einen Namen als genialer Interpret von Mozart-Opern, und sein Freund Franz Lehár schrieb ihm in vielen seiner Operetten die Tenorpartien auf den Leib. In dieser Zeit begannen Taubers regelmäßige Engagements bei den Salzburger Festspielen. Bereits 1922 war er in der ersten Opernaufführung der Salzburger Festspiele als Don Ottavio zu sehen und zu hören. 1926 heiratete Tauber die Hamburger Soubrette Carlotta Vanconti, die er seit zwei Jahren kannte. Nach zweijähriger Ehe trennten sich die Eheleute und wurden 1928 geschieden. Diese Scheidung sorgte für Schlagzeilen, als bekannt wurde, dass Vanconti mit einer Million Mark abgefunden worden war; die Tagespresse nannte Vanconti „äußerlich eine Soubrette und innerlich ein Krokodil“.

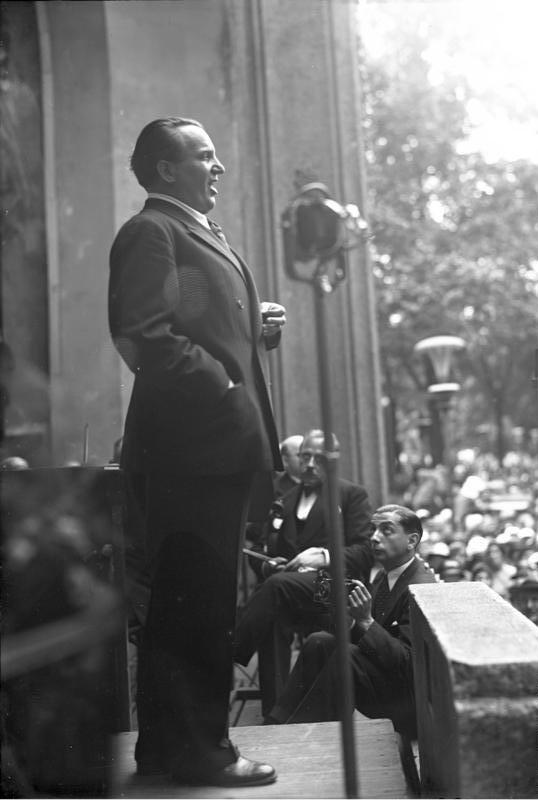
Richard Tauber singt in einer Wohltätigkeitsmatinee für die Künstleraltershilfe im Berliner Zoo, Aufnahme von Georg Pahl vom August 1932

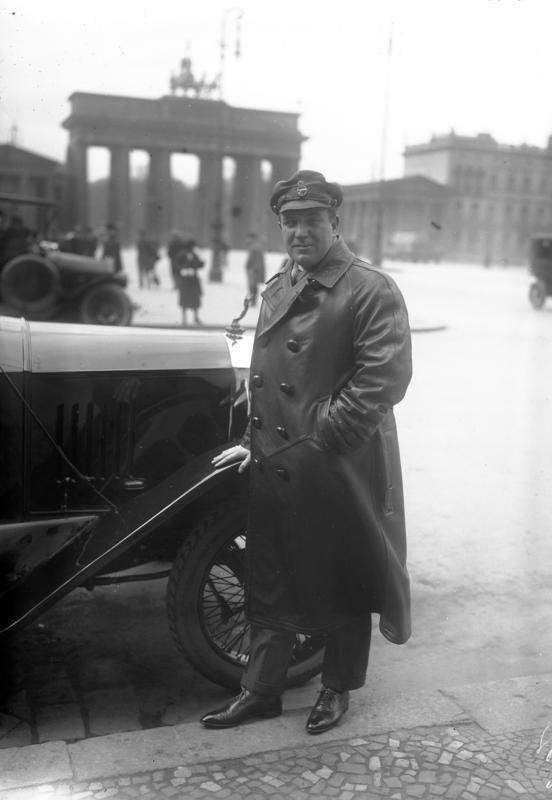
Richard Tauber 1932 vor dem Brandenburger Tor

Mit dem Lied „Dein ist mein ganzes Herz“ aus der Operette Das Land des Lächelns (Franz Lehár) wurde Tauber quasi über Nacht zum Weltstar. Das Erstaunliche dabei ist, dass er dafür kaum proben konnte, da er auf Grund eines Rheumaanfalls wochenlang auf Kur im Bad Piešťany weilte.
Obwohl durch die Scheidung finanziell angeschlagen, gründete Tauber die Richard-Tauber-Tonfilm-Gesellschaft und ging damit 1931 in Konkurs. 1930/31 bekam Tauber erste Engagements in London und New York.
1933 wurde Richard Tauber in Berlin vor dem Hotel Adlon von einem SA-Trupp mit den Worten „Judenlümmel, raus aus Deutschland“ angegriffen und niedergeschlagen. Eigentlich wollte Tauber sofort emigrieren, blieb aber doch, um an seiner Operette Der singende Traum zu arbeiten. Das aus diesem Stück stammende Lied „Du bist die Welt für mich“ widmete er seinem Tenorkollegen und Freund Joseph Schmidt. Im darauffolgenden Jahr erlebte er in Wien die Uraufführung.
Zu dieser Zeit lebte er mit der Sängerin Mary Losseff zusammen. Seine Beziehung mit ihr begann bereits, während er noch mit Carlotta Vanconti verheiratet war, und endete tragisch durch die Alkoholkrankheit der Geliebten.
1935 machte Tauber bei Dreharbeiten zu Heart’s Desire die Bekanntschaft mit der britischen Schauspielerin Diana Napier und heiratete sie im darauf folgenden Jahr. Aber auch diese Beziehung war nicht von Dauer; bereits während des Krieges ging das Ehepaar getrennte Wege. 1938, nach dem Anschluss Österreichs an das Deutsche Reich, unternahm Tauber eine Welttournee und emigrierte nach Großbritannien.
Während des gesamten Zweiten Weltkriegs blieb Tauber in Großbritannien und trat unter anderem in vielen Städten zur Truppenbetreuung auf. 1940 wurde ihm die britische Staatsbürgerschaft verliehen. Verschiedentlich wirkte er als Dirigent beim London Philharmonic Orchestra. 1941 konnte Tauber mit seiner Operette Old Chelsea in London eine weitere Premiere feiern. Die offizielle Kritik verlieh ihm wegen seines Äußeren den Namen „Der Mann mit dem Monokel“.

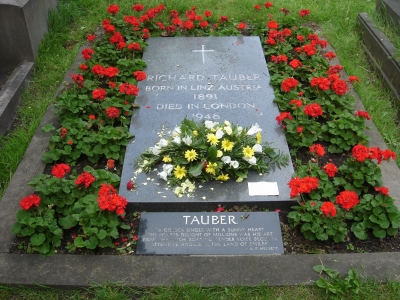
Richard Taubers Grab

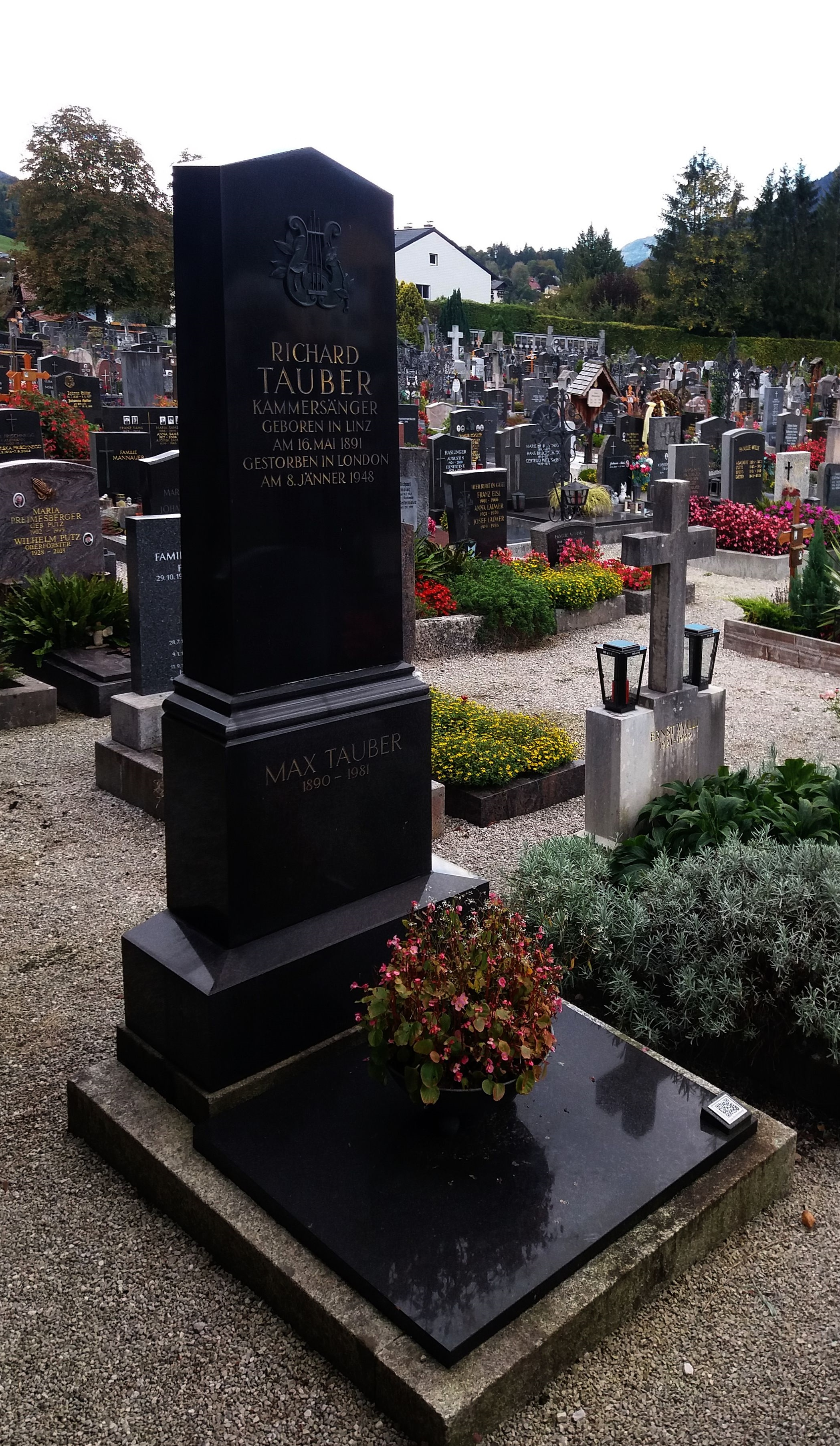
Gedenkstein für Richard Tauber am Friedhof Bad Ischl

1946 gab Tauber in Zürich ein Abschiedskonzert (ein Mitschnitt der Radiosendung ist erhalten) und widmete sich die nächsten zwei Jahre fast ausschließlich dem Komponieren und Dirigieren. In dieser Zeit lebte er schon mit Esther Moncrieff zusammen. Am 27. September 1947 gab Tauber seine Abschiedsvorstellung auf der Bühne. Er sang in London den „Ottavio“ in Don Giovanni (Mozart) mit dem Ensemble der Wiener Staatsoper unter Leitung von Josef Krips. Eine bereits geplante große Australientournee Taubers wurde 1949 an seiner statt von Rudolf Schock bestritten.
Ende 1947 wurde Tauber im Guy’s Hospital in London operiert und starb dort wenige Wochen später im Alter von 56 Jahren an den Folgen seines Lungenkrebsleidens. Seine letzte Ruhe fand Richard Tauber in einem Ehrengrab der Stadt London auf dem Friedhof Brompton (Kensington West). Auf dem Friedhof von Bad Ischl wurde ein Gedenkstein aufgestellt.
Trotz seiner Berühmtheit und beträchtlicher Einnahmen hinterließ Tauber Steuerschulden in Höhe von rund 750.000 Mark. Seine Witwe Diana Napier konnte deshalb nicht für die Beerdigung aufkommen; sie erhielt Unterstützung neben anderen von Vera Schwarz und Marlene Dietrich. Am 20. Januar 1948 fand in der Royal Albert Hall eine Gedenkfeier für Tauber mit über 7.000 Teilnehmern statt: Bei diesem Benefizkonzert zugunsten von Taubers Witwe trat u. a. Elisabeth Schwarzkopf auf.

## Filme
- 1925: Reise-Abenteuer [kurzer Stummfilm]
- 1928: Achtung! Aufnahme! [kurzer Stummfilm]
- 1929: Ich küsse Ihre Hand, Madame
- 1930: Ich glaub nie mehr an eine Frau
- 1930: Das lockende Ziel
- 1930: Das Land des Lächelns
- 1931: Die große Attraktion
- 1931: Wie werde ich reich und glücklich
- 1932: Melodie der Liebe
- 1934: Dein ist mein Herz (Blossom Time)
- 1935: Letzte Liebe (nur Gesang)
- 1935: Wien, Wien, nur du allein (Heart's Desire)
- 1936: Das singende Land (Land Without Music)
- 1936: Der Bajazzo (Pagliacci)
- 1945: Hochzeitswalzer (Waltz Time)
- 1946: The Lisbon Story